# نیروگاه هسته‌ای اتوچا

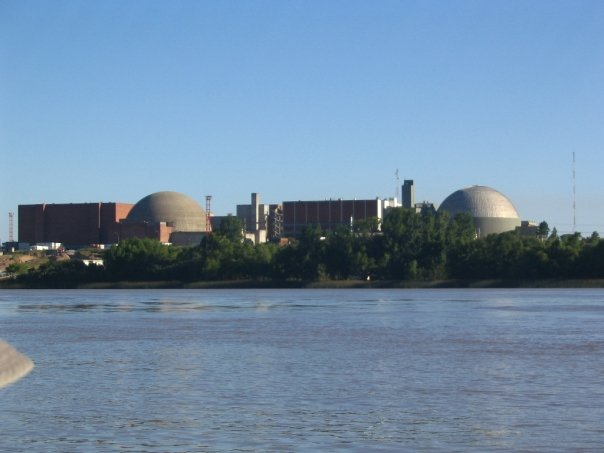
تصویر نیروگاه هسته‌ای اتوچا واقع در آرژانتین

نیروگاه هسته‌ای اتوچا (به اسپانیایی: Complejo Nuclear Atucha) یک نیروگاه هسته‌ای در آرژانتین است که در بخش د زارات واقع شده‌است.